# Livio Maritano
Livio Maritano (* 28. August 1925 in Giaveno; † 6. Mai 2014 in Turin) war ein italienischer Geistlicher und römisch-katholischer Bischof von Acqui.

## Leben
Livio Maritano empfing am 27. Juni 1948 die Priesterweihe für das Erzbistum Turin. Er war langjähriger Professor und Rektor des Priesterseminars der Diözese Turin.
Papst Paul VI. ernannte ihn am 19. Oktober 1968 zum Weihbischof in Turin und Titularbischof von Opitergium. Der Erzbischof von Turin, Michele Kardinal Pellegrino, spendete ihm am 15. Dezember desselben Jahres die Bischofsweihe; Mitkonsekratoren waren die Turiner Weihbischöfe Francesco Sanmartino und Francesco Bottino.
Am 30. Juni 1979 wurde er durch Papst Johannes Paul II. zum Bischof von Acqui ernannt. Am 9. Dezember 2000 nahm Johannes Paul II. seinen altersbedingten Rücktritt an.
Er war seit 1990 der Promotor der Seligsprechung von Chiara "Luce" Badano, die am 25. September 2010 im Santuario della Madonna del Divino Amore in Rom seliggesprochen wurde.